# Evaza indica
Evaza indica är en tvåvingeart som beskrevs av Kertesz 1906. Evaza indica ingår i släktet Evaza och familjen vapenflugor. Inga underarter finns listade i Catalogue of Life.